# Пауль Бідерманн
Пауль Бідерманн (нім. Paul Biedermann, 7 серпня 1986) — німецький плавець.
Учасник Олімпійських Ігор 2008, 2012 років.
Чемпіон світу з водних видів спорту 2009 року, призер 2011, 2015 років.
Чемпіон світу з плавання на короткій воді 2010, 2012 років.
Чемпіон Європи з водних видів спорту 2008, 2010, 2012, 2014 років.
Чемпіон Європи з плавання на короткій воді 2008, 2009, 2010, 2011, 2015 років, призер 2005, 2007 років.